# Le Serment de l'épée
Le Serment de l'épée (titre original : Oath of Swords) est un roman de fantasy de l'écrivain américain David Weber. Paru en 1995, il est le premier roman de la série Dieu de la guerre et a été édité en France en deux tomes en 2011,,,.

## Résumé
Bahzell, un hradani, fils de Bahnak prince de la cité Hurgrum, est otage depuis deux ans de Churnazh, prince de Navahk car Bahnak, chef des Voleurs de Chevaux, a vaincu Churnazh mais pour ne pas disperser ses troupes en de multiples garnisons sur le territoire hradani des Épées Sanglantes, il a préféré échanger des otages.
Bahzell, en se rendant hors du palais pour rencontrer son ami Brandark, entend crier une femme. Il intervient et trouve Harnak, fils ainé de Churnazh, en train de frapper Farmah qu’il vient de violer. Il attaque, blesse et assomme Harnak. De retour dans ses quartiers avec Farmah, il est aidé par une servante Tala. Ils décident de fuir et passent les portes de la cité avec la bienveillance d’un lieutenant. Après avoir acheté des chevaux, il envoie Farmah et Tala vers une ville où quelqu’un se chargera de les conduire à Hurgrum.
Il continue vers l’ouest pour attirer la poursuite sur lui. Brandark le rattrape, il a décidé de l’aider bien qu’étant une Epée Sanglante, il est très instruit et de ce fait n’est pas aimé par Churnazh. Ils se dirigent vers le grand-duché d’Esgan pour trouver du travail. Ils ne sont pas les bienvenus dans la plupart des endroits où ils arrivent, mais ils sont embauchés par le nain Kilthandahknarthas comme gardes caravane.
Harnak s’est remis des blessures infligées par Bahzell, il se rend secrètement au temple de Sharnã, Seigneur des Scorpion dieu des démons et patrons des assassins, pour demander la mort de Bahzell, Farmah et Tala.
Bahzell et Brandark embarquent sur un navire qui descend le fleuve, Bahzell refuse d’entendre un homme qui prétend avoir un message des dieux pour lui, bien que depuis peu il fasse des cauchemars. Ils sont attaqués trois fois dans les ports où Kilthan débarque, par des chiens enragés de la guilde des assassins marqués du signe du Scorpion. Ils quittent Kilthan à Bordeleau.
Bahzell après une autre tentative d’assassinat contre lui, sauve Zarantha, une jeune fille originaire de l’empire de la Lance, d’une bande de spadassins. Elle l’engage avec Brandark pour qu’ils la reconduisent chez elle, près d’Alfroma, avec sa servante Rekah et son garde Tothas qui est malade. Brandark commence l'écriture d'une chanson en l'honneur de Bahzell appelée Geste de Bahzell Main-Sanglante.
Une nuit Chesmirsa, la Chanteuse de Lumière déesse des bardes, les rejoint dans une grotte; elle est envoyées par son frère Tomanãk, dieu de la guerre et de la justice qui veut charger Bahzell d’une tache. Ce dernier consent seulement à l’écouter lorsqu’il sera prêt à le faire.
Lors d’une étape dans une auberge, ils sont attaqués par des chiens enragés et réalisent qu’ils ont été envoyés certainement par Harnak. Dans une autre auberge, Zarantha est enlevée, Tothas avoue alors que c’est une magicienne qui est allée étudier dans l’empire de la Hache car aucun magicien de la Lance n’a jamais vécu assez longtemps pour entrer en possession de ses pouvoirs. Les sorciers noirs l’ont enlevée pour la ramener chez elle et la sacrifier pour s’emparer ainsi de son énergie. Bahzell attaque la forteresse du sorcier noir, le tue après avoir appris que deux autres sorciers et des chiens enragés emmènent Zarantha.
Pendant la poursuite, il reçoit la visite de Tomanãk, Bahzell lui reproche de n’avoir pas aidé son peuple. Tomanãk lui demande de l’aide pour contrer les dieux des ténèbres car les dieux ne peuvent pas intervenir directement au risque de détruire le monde des hommes. Tomanãk lui propose de devenir son champion et de lutter contre les serviteurs et les démons des dieux noirs. Bahzell refuse de prêter serment mais promet d’y réfléchir.
Harnak est convoqué par le serviteur du Scorpion qui lui demande de fournir deux victimes à sacrifier au dieu pour évoquer un démon chargé de détruire Bahzell, de plus il devra se rendre sur les lieux pour tuer personnellement Bahzell.
Peu après, le sorcier blanc Wencit de Rüm qui poursuit les ravisseurs de Zarantha, se montre à Bahzell et lui révèle que s’il peut lutter contre les sorciers noirs il ne peut pas combattre les humains qui les accompagnent car cela violerait les lois qu’ils ont établies il y a 1200 ans. Ensemble ils libèrent Zarantha puis Bahzell et Brandark partent de leur côté pour entrainer une partie de leurs ennemis tandis que Wencit ramènera Zarantha chez elle.
Quelques jours plus tard un démon attaque Bahzell. Ce dernier parvient à le tuer après avoir invoqué Tomanãk, puis il prête serment et devient champion du dieu. Harnak se lance à la rencontre de Bahzell, son épée a été ensorcelée par Sharnã lors de la cérémonie qui a engendré le démon que Bahzell vient d’occire.
Dans un village un Seigneur Pourpre, un demi-elfe, qui persécutait les habitants est anéanti ainsi que son escorte par Bahzell. Rattrapé par Harnak et sa troupe, Bahzell le tue mais Brandark est mortellement blessé, assisté par Tomanãk, Bahzell parvient à le guérir.
Fuyant toujours les troupes des Seigneurs Pourpres, Bahzell reçoit un message de Zarantha par le biais d’un épervier. Elle va bien ainsi que Tothas et Rekah, elle lui renouvelle son amitié et sa reconnaissance.
Bahzell parvient à convaincre les membres d’une goélette de l’île de Marfang, de gnomes, de les embarquer. Ils partent pour Belhadan dans l’empire de la Hache.

## Compléments

### Races
À l’origine il y a trois races de l’Homme
- Les humains, la plus ancienne, qui sont les seuls à pouvoir utiliser la sorcellerie.
- Les nains qui ont une affinité avec la terre, la pierre et le métal. Certains ont la capacité de manipuler la pierre avec une forme de magie. Ils peuvent vivre jusqu’à 250 ans, ils ont tendance à rester entre eux, beaucoup sont incroyablement riches.
- Les hradanis à l'origine plus grands et plus résistants qui les humains avec un comportement serein car accordés au champ magnétique. Leurs blessures se guérissent plus rapidement, ils ont des oreilles de "renard", ils vivent plus longtemps que les humains. Les sorciers noirs les ont modifiés contre leur volonté pour les utiliser comme troupes pendant les guerres de la Chute de Kontovar. Depuis ils sont plus difficiles à tuer, leur espérance de vie s’est encore rallongé et surtout les hommes ont des éruptions de colère meurtrière appelée la Rage.
- Les elfes à l'origine étaient des enchanteurs qui pendant les premières guerres sorcières ont renoncé à la sorcellerie et se sont vu accorder l’immortalité par des sorciers blancs. Ils ont tendance à s'isoler du monde, en restant dans leur ville de Saramfel. Ils sont devenus la quatrième race de l’Homme.
- Les gnomes, des créatures naines avec deux petites cornes d'ivoire, sont apparus après la chute de Kontovar. Ils descendent peut-être des serviteurs et des esclaves des sorciers et forment la cinquième race de l’Homme.
- Les demi-elfes peuvent vivre 400 ans mais ne transmettent leurs caractères qu’en se reproduisant avec des elfes ou d’autres demi-elfes.

Les autres croisements de races engendrent des enfants stériles.

### Géographie
- Kontovar : continent où se sont affrontés les sorciers noirs, les cardanosiens, avec les sorciers blancs de la maison d’Ottovar pendant plusieurs décennies, il y environ douze siècles.
- Norfressa : continent septentrional qui a recueilli les réfugiés de la Chute de Kontovar.